# Bistum Paranaguá
Das Bistum Paranaguá (lateinisch Dioecesis Paranaguensis, portugiesisch Diocese de Paranaguá) ist eine in Brasilien gelegene römisch-katholische Diözese mit Sitz in Paranaguá im Bundesstaat Paraná.

## Geschichte
Das Bistum Paranaguá wurde am 21. Juli 1962 durch Papst Johannes XXIII. mit der Apostolischen Konstitution Ecclesia sancta aus Gebietsabtretungen des Erzbistums Curitiba errichtet und diesem als Suffraganbistum unterstellt.

## Bischöfe von Paranaguá
- Bernardo José Nolker CSsR, 1963–1989
- Alfredo Ernest Novak CSsR, 1989–2006
- João Alves dos Santos OFMCap, 2006–2015
- Edmar Peron, 2015–2025
- Paulo Alves Romão, seit 2025